# U-Bahnwache
Die U-Bahnwache (Münchner U-Bahn-Bewachungsgesellschaft mbH; MUG) ist ein Sicherheitsunternehmen, das von der Münchner Verkehrsgesellschaft beauftragt ist, für die Sicherheit und Ordnung bei der Münchner U-Bahn zu sorgen. Die Gesellschaft gehört zu 51 % der Stadtwerke München GmbH und zu 49 % der Securitas GmbH.

## Organisation

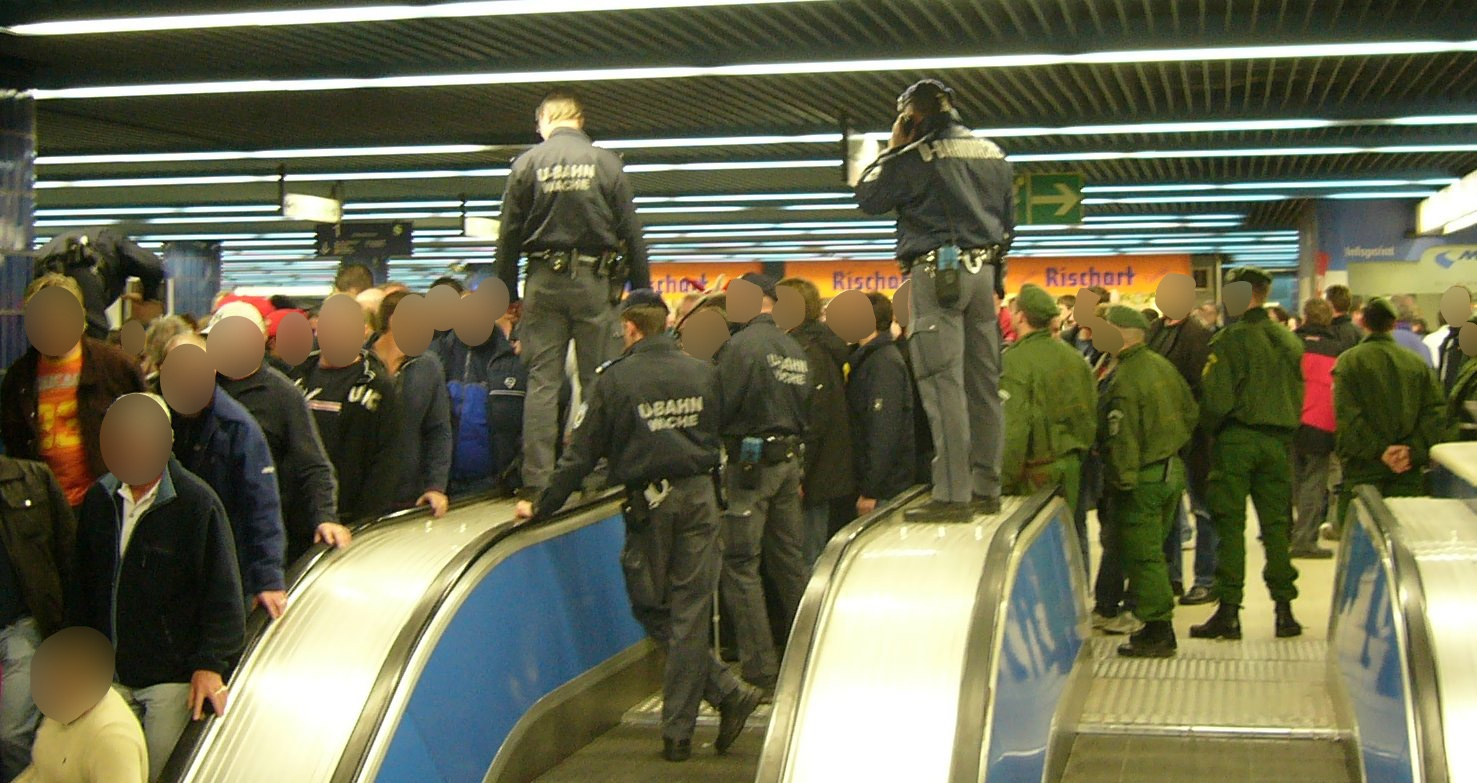
Kräfte der U-Bahnwache bei einem Fußballeinsatz

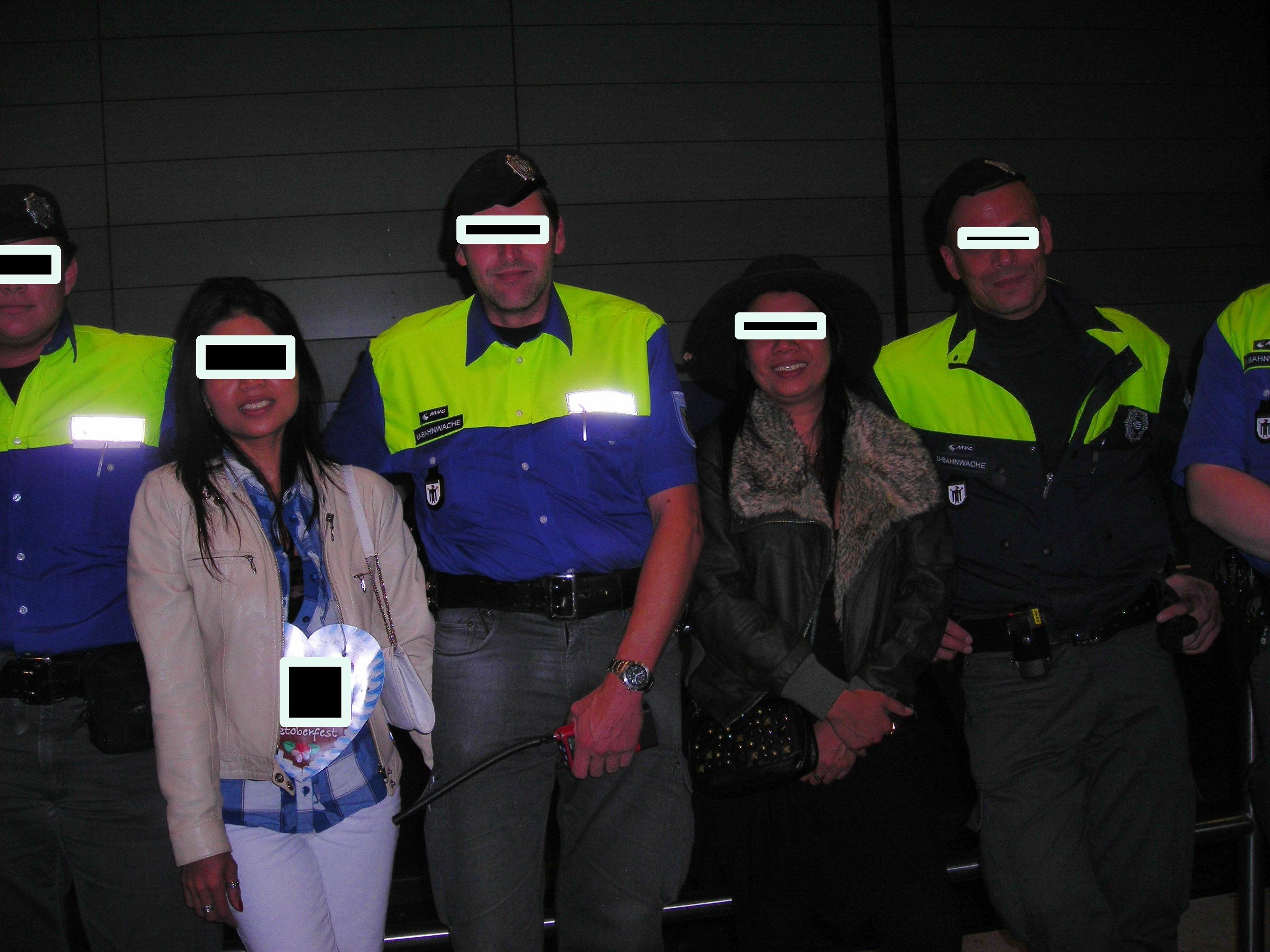
Sicherheitsfachkräfte der U-Bahnwache München

Die Münchner U-Bahn wurde vor der Einrichtung der U-Bahnwache zunächst von den „Schwarzen Sheriffs“ (Fa. ZSD) betreut, die in den 1980er Jahren aufgrund mehrerer Skandale in die Kritik kamen. Die Gründung einer U-Bahnwache erfolgte aufgrund eines Stadtratsbeschlusses im Sommer 1988. Seit 1. April 1989 versehen die Mitarbeiter der Münchner U-Bahn-Bewachungsgesellschaft mbH ihren Dienst bei der Münchner U-Bahn.
Das Unternehmen Securitas übergab zum 1. Januar 2009 den Bewachungsauftrag von der Securitas GmbH ÖPNV zur Securitas Sicherheit & Service GmbH & Co. KG. Die Securitas GmbH ÖPNV war noch weiterhin als Subunternehmer der Securitas Sicherheit & Service für die Abwicklung der Früh- und Spätdienste zuständig. Die Bewachung der Münchner U-Bahn wurde daher einige Zeit von zwei Unternehmen ausgeführt. Zu dieser Zeit gab es zwei verschiedene Uniformen. Die U-Bahnwächter der Securitas ÖPNV trugen blaue Hemden und die Mitarbeiter der Securitas & Service die neue Dienstkleidung (blaue Hemden mit leuchtend gelben Schulterstücken).
Bis 2009 gab es zudem Dienstgrade und Laufbahnen, ähnlich denen der Polizei (mittlerer Dienst mit hellblauen Schulterklappen, gehobener Dienst mit silbernen Schulterklappen und höherer Dienst mit goldfarbenen Schulterklappen).

## Ausbildung
Nach erfolgreich bestandenem Einstellungstest (Sport-Check, Allgemeinwissen, Sprachkenntnisse) durchlaufen die Bewerber der U-Bahnwache eine gut viermonatige Grundausbildung (740 Stunden). Laut der Aus- und Fortbildungsordnung der Münchener U-Bahnwache sollen hier – neben fachlichen und methodischen Kenntnissen – in hohem Maße auch persönliche und soziale Kompetenzen vermittelt und gestärkt werden.
Die Ausbildung wird von Trainern der bayrischen Polizei und Feuerwehr sowie von Ausbildern der Stadtwerke München GmbH und der U-Bahnwache durchgeführt. Im Rahmen der Ausbildung müssen verschiedene Prüfungen bestanden werden, um den angestrebten Dienst in der U-Bahnwache aufnehmen zu können. Dazu zählen u. a. die Sachkundeprüfung gem. § 34a der GewO, eine Waffensachkundeprüfung, eine Gelbgurtprüfung in Jiu Jitsu und eine interne Abschlussprüfung.
Nach der Ausbildung erfolgen jährliche Fortbildungen um das – für den Dienst in der U-Bahnwache erforderliche – Qualitätsniveau zu halten und gezielt neue Aspekte zu vermitteln. Für diese Fortbildungen sind pro Mitarbeiter jährlich 56 Stunden angesetzt.

## Aufgaben
Das Aufgabengebiet umfasst insbesondere:
- Ausübung des Hausrechts, z. B. Aussprechen und Durchsetzung von Hausverboten[5][2]
- Dokumentation und Bearbeitung von Sachbeschädigungen, Fertigung von Ordnungswidrigkeiten- und Strafanzeigen sowie Sachverhaltensschilderungen hierzu
- Hilfe für Fahrgäste (z. B. Information)[2]
- Schließ- und Aufsperrdienst (Tore, Gitter)[6]
- Schutz der Betriebsanlagen und -einrichtungen[7]
- Schutz der Fahrgäste und der Betriebsangehörigen, u. a. bei Bedrohung und Belästigung, Unfällen, Brand- und Rauchentwicklungen
- Sicherstellung des Betriebsablaufes und Unterstützung bei Betriebsstörungen
- Streifendienst in Zügen und Bahnhofsanlagen der MVG[2]
- Unterstützung von Fahrkartenprüfern, bei Bedarf auch eigene Kontrollen[8]
- Verhinderung von Sachbeschädigungen und Diebstählen
- Zugabfertigung zu besonderen Anlässen, z. B. am Haltepunkt Theresienwiese während des Oktoberfestes oder am Marienplatz vor und nach Fußballspielen[7]

Die U-Bahnwache ist teilweise auch in gemischten Streifen mit der Landespolizei Bayern unterwegs.

## Beschäftigte

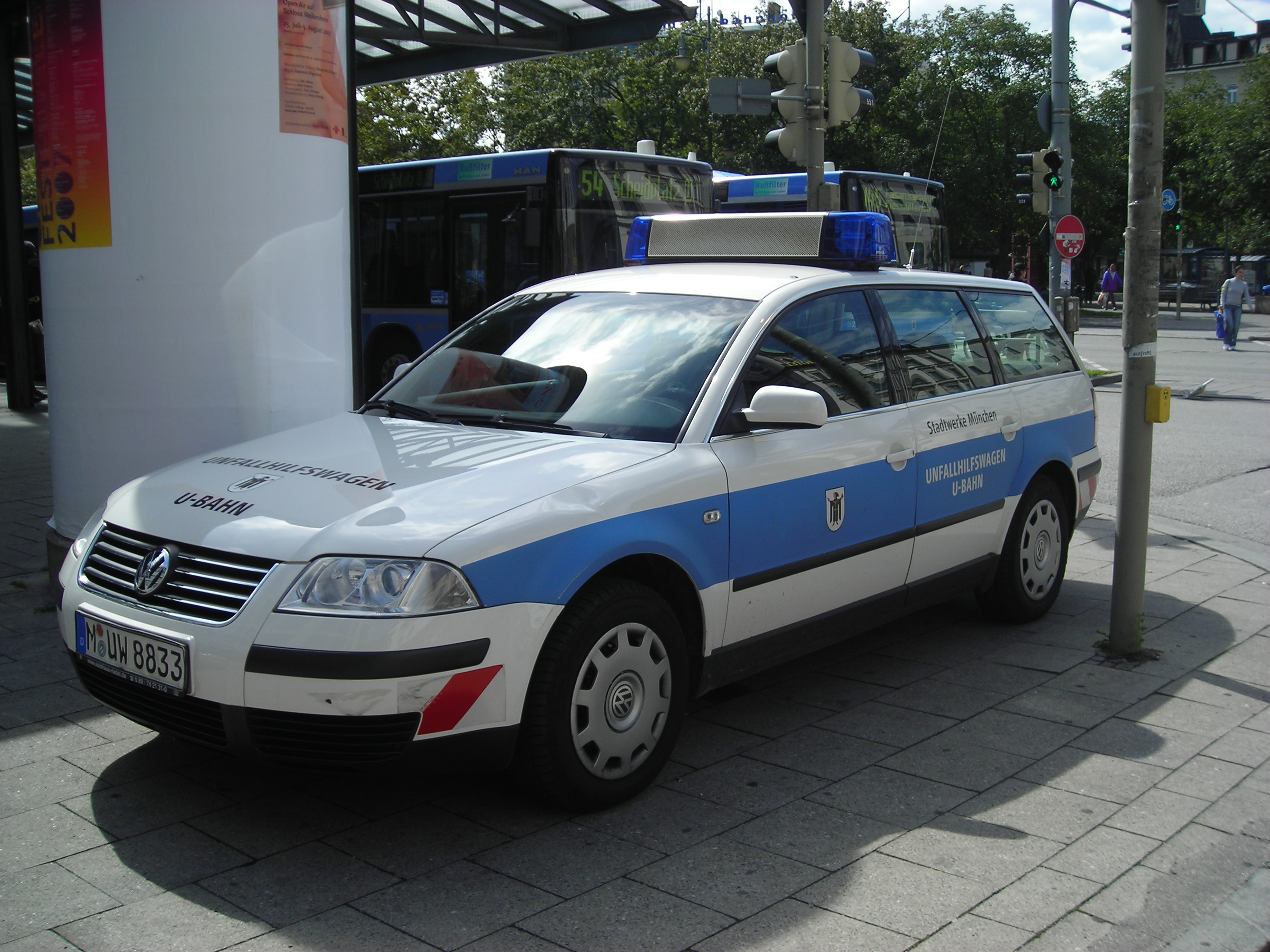
Einsatzfahrzeug der U-Bahnwache München, zugleich Unfallhilfswagen

Im Jahr 2022 sind rund 140 Mitarbeiterinnen und Mitarbeiter für die U-Bahnwache tätig, die meisten davon im operativen Geschäft (Streifendienst).
Zu Gründung im Jahr 1989 waren 45 Mitarbeiter beschäftigt, neun Jahre später, 1998, bereits 77 Mitarbeiter. 2009 lag der Wert bei 125 Mitarbeitern (12 Frauen, 113 Männer).

## Ausrüstung
Die Mitarbeiter der U-Bahnwache arbeiten im Streifendienst uniformiert. Dabei setzt sich die Dienstbekleidung aus einem blauen Hemd mit gelb abgesetzten Schulterstücken, einer im gleichen Farbton gehaltenen Schutzweste, einer grauen Cargohose und einem blauen Barett zusammen. An der Schutzweste sind auf Brusthöhe zum einen ein Funkgerät platziert, zum anderen wird dort der Dienstausweis öffentlich sichtbar getragen. Der Funktionsgürtel ist u. a. mit Handschellen, Handschuhen und Schlüsselbunden ausgestattet. Zudem ist dort die Schusswaffe als Einsatzmittel für den äußersten Notfall zu finden.
Die U-Bahnwache verfügt über einen eigenen Fahrzeugpool. Darunter fallen neben zivilen Kraftfahrzeugen auch blau-weiß lackierte Fahrzeuge mit der Aufschrift „U-Bahnwache“. Auch auf Einsatzfahrzeuge mit Blaulicht und Martinshorn, die als Unfallhilfswagen ausgestattet sind, kann im Bedarfsfall zurückgegriffen werden.